# Incident dels globus xinesos de 2023
L'incident dels globus xinesos va ocórrer el 2 de febrer de 2023, quan funcionaris de defensa dels Estats Units d'Amèrica van identificar el que sospitaven que era un globus d'observació i van seguir la seua trajectòria a través dels EUA, sobre l'estat de Montana. Segons el govern de la República Popular de la Xina, es tractava d'un aparell metereològic.
Funcionaris canadencs van informar que estaven monitorant un possible segon incident. El viatge diplomàtic programat del secretari d'Estat dels EUA, Antony Blinken, a la República Popular de la Xina va ser posposat pel president Joe Biden en resposta. El 4 de febrer, el globus va ser abatut.
El 3 de febrer, els Estats Units va informar que un segon globus de vigilància sobrevolava Amèrica Llatina.

## Ubicació i origen

Diagrama del globus d'observació.

Es va informar que el globus estava volant en l'estratosfera, on no representaria un risc per a la seguretat dels avions comercials a causa de la gran altitud; ja que els globus aerostàtics solen operar entre 24 000 i 37 000 metres, superant l'altitud màxima habitual dels avions de 12.000 metres. Va ser rastrejat sobre Montana a principis de febrer, passant sobre els Estats Units continentals després de viatjar sobre les Illes Aleutianes i el Canadà.

## Propòsit

Possible ruta presa pel globus des de la Xina cap als EUA.

L'objecte identificat és un globus de vigilància de la grandària aproximada de tres autobusos amb una badia tecnològica. No es creu que el propòsit del mateix siga obtindre intel·ligència que no puga ser recopilada per satèl·lits. Les incursions anteriors de globus sobre els Estats Units continentals tingueren una durada molt més curta; l'última vegada van ser les bombes de globus Fu-go utilitzades pels japonesos durant la Segona Guerra Mundial.

## Conseqüències

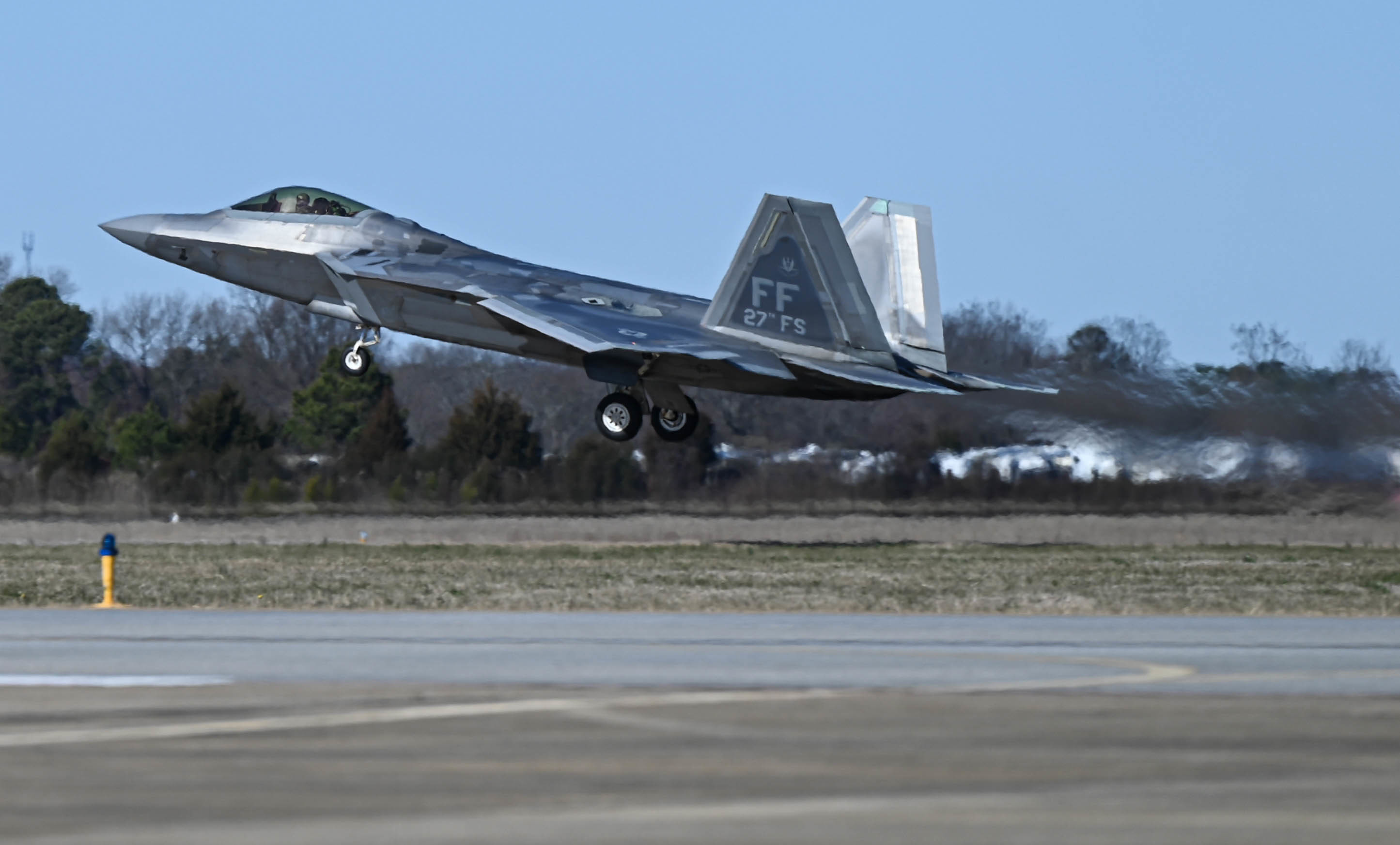
Un caça F-22 enlaira des de la Base Aèria Langley després de rebre les ordes de derrocar el globus.

Els funcionaris de defensa estatunidencs van considerar derrocar el globus, però van decidir no fer-lo a causa del risc que els enderrocs lesionaren a civils que es pogueren trobar al sòl. Es va convocar una reunió entre el secretari de Defensa Lloyd Austin, el president de l'Estat Major Conjunt, el general Mark Milley, el comandant general de NORTHCOM/NORAD, Glen D. VanHerck, i altres comandants militars. El president Joe Biden va rebre una «forta recomanació» dels funcionaris que no fóra derrocat. El globus va ser monitorat per avions tripulats enviats per NORAD, incloent-hi l'avió d'alerta primerenca Boeing E-3 Sentry (comunament conegut com AWACS) i avions F-22 Raptor de la Base de la Força Aèria Nellis. El president Biden va posposar el viatge diplomàtic programat del secretari d'Estat, Antony Blinken, a la Xina per a l'endemà en resposta.
Funcionaris canadencs van convocar a l'ambaixador xinès al Canadà a Ottawa, mentre que el Departament de Defensa Nacional va anunciar que estaven monitorant la situació juntament amb els Estats Units a través de NORAD. Una declaració de les Forces Armades Canadenques va emfatitzar que no hi havia amenaça per als canadencs.
Un portaveu del Ministeri de Relacions Exteriors de la Xina va afirmar que el globus era «una aeronau civil utilitzada amb finalitats de recerca, principalment meteorològics. Afectada pels vents de l'oest i amb una capacitat limitada de autodirecció, l'aeronau es va desviar molt del seu curs planificat». El Departament d'Estat dels Estats Units va rebutjar l'afirmació. El periòdic governamental Zhonguo Ribao va afirmar que «Per a espiar als EUA amb un globus, un ha de quedar-se enrere per a usar una tecnologia de la dècada de 1940 i ser prou avançat com per a controlar el seu vol a través de l'oceà. Els que fabriquen la mentida estan només exposant la seua ignorància».

## Abatiment
El 4 de febrer, el globus va derivar cap a les Carolines. L'Administració Federal d'Aviació va tancar l'espai aeri sobre la zona en una de les restriccions de vol temporals més grans de la història dels EUA, "més de cinc vegades l'espai aeri restringit que envolta Washington DC, i gairebé el doble de l'àrea de l'estat de Massachusetts". Es va ordenar una parada terrestre a la costa a l'aeroport internacional de Myrtle Beach, l'aeroport internacional de Charleston i l'aeroport internacional de Wilmington. Es va informar que els avions militars estaven sobre les Carolines. Funcionaris nord-americans van declarar més tard que allò eren els preparatius per a l'eventual enderrocament del globus a les aigües territorials americanes sobre l'Atlàntic.
Segons l'exèrcit nord-americà, el globus va ser abatut amb èxit a una altitud de 58,000 peus (18,000 m) per un AIM-9X Sidewinder disparat des d'un F-22 Raptor de la Força Aèria dels Estats Units davant de la costa de Surfside Beach, Carolina del Sud, a les 2:39 pm hora local. L'abatiment va ser el primer enregistrat per un avió F-22, i es va considerar que es tractava del "kill" aire-aire a més altitud de la història, així com el primer enderrocament d'un objecte volador sobre territori nord-americà des de la Segona Guerra Mundial.

## Anàlisi
James Andrew Lewis, del Centre d'Estudis Estratègics i Internacionals, un think tank finançat pel govern estatunidenc, creu que «la Xina mai ha utilitzat globus per a espionatge... L'explicació més probable és que es tractara d'un globus meteorològic que es va extraviar» indicant també que «l'espionatge xinés és més extens que l'espionatge soviètic en l'apogeu de la Guerra Freda». Tom Karako, també del Centre d'Estudis Estratègics i Internacionals, va dir que, en comparació amb instruments de recopilació d'intel·ligència com els satèl·lits, un dels beneficis d'usar globus era que podien «surar més prop del sòl i interceptar comunicacions o senyals electrònics que els sistemes en òrbita no poden».
Quan el globus va ser abatut, Christopher Twomey, un estudiós de seguretat, va considerar que qualsevol resposta xinesa seria moderada i que la Xina voldria "escombrar l'afer sota la catifa" i posar èmfasi en les visites d'alt nivell en qüestió de mesos.
El columnista del Washington Post Ishaan Tharoor va contextualitzar l'incident com a part de la Segona Guerra Freda. El comentarista polític Charlie Pierce va remarcar la ironia de la indignació per la incursió en l'era de les imatges per satèl·lit de reconeixement d'alta resolució generalitzades.

#### Representació satírica
L'incident es va satirizar a l'obertura de l'espectacle Saturday Night Live la nit després de ser abatut. A l'esquetx, l'intèrpret Bowen Yang va fer una representació antropomorfitzada del globus abatut sent entrevistat per la periodista de MSNBC Katy Tur, ella mateixa interpretada per Chloe Fineman. Algunes fonts van prestar especial atenció a la línia de Yang "Enhorabona! Has disparat un globus!", amb USA Today utilitzant-lo al titular de la seua cobertura de l'incident.
El globus va ser objecte de moltes altres bromes a la televisió, a la premsa, de celebritats i a les xarxes socials, incloent a jugadors de Pokémon Go que van teoritzar que es tracava del globus del Team Rocket per a un esdeveniment del joc.